# Josh Homme
Joshua Michael Homme III (Palm Springs, California; 17 de mayo de 1973) es un músico y productor de rock estadounidense, principalmente conocido por haber sido guitarrista de Kyuss, fundador de Queens of the Stone Age, cofundador de Eagles of Death Metal y del Supergrupo Them Crooked Vultures junto a Dave Grohl, John Paul Jones y Alain Johannes.

## Biografía
Nacido de una familia de clase obrera de Palm Springs, creció en Palm Desert, California, de donde proviene su amor por el desierto: "El desierto lo llevo dentro y sé que es un lugar muy romántico para otros, y entiendo por qué, ya que son paisajes muy abiertos que tienen su manera de hacerte sentir pequeño. No eres importante en el desierto". Su padre trabajaba en el servicio de habitaciones de hoteles y moteles, una realidad que contrastaba con la de los compañeros de clase de Homme, quienes provenían de familias más acomodadas. Esto provocó un espíritu de rebeldía frente a los profesores y dejó el instituto con 16 años para comenzar su carrera musical.
Muy influenciado por el hard rock y el heavy metal de Led Zeppelin, Black Sabbath, Pink Floyd y bandas hardcore punk como Black Flag. Homme ha reconocido que el álbum más importante para él ha sido A Night at the Opera, de Queen. En 2007, por ejemplo, Homme vio cumplidos uno de sus sueños al realizar un concierto tributo en el canal VH1 a Black Sabbath y Ozzy Osbourne con su banda, Queens of the Stone Age.

## Kyuss
Joshua Homme se dio a conocer a comienzos de los 90 con su banda Kyuss, uno de los grupos que creó el stoner rock o rock desértico. Con esta banda encabezó la llamada escena musical de Palm Desert junto a otras bandas stoner como Masters of Reality, Fu Manchu o Yawning Man.
Con Kyuss grabó 5 álbumes de estudio y otros trabajos entre recopilatorios y splits con otras bandas durante los seis años que se mantuvo activa la mítica banda. Precisamente en Kyuss, Homme conocería a los que serían sus compañeros con los que formaría Queens of the Stone Age: el polémico bajista Nick Oliveri y el batería Alfredo Hernández. Sin embargo, Homme reconoce que tras Kyuss, el término stoner rock no va demasiado con él: "Aunque nosotros empezáramos esto del stoner rock con Kyuss, ahora me parece un poco ridículo. Ninguno de nosotros fumamos hierba... sólo".

## Queens of the Stone Age
En 1995 Kyuss da por finalizada su carrera, pese a llevar sólo seis años en los escenarios, las diferencias entre sus miembros y los constantes problemas con su compañía discográfica provocan la disolución del grupo. Homme, se muda entonces a la ciudad de Seattle, donde se reencuentra con su amigo Mark Lanegan, el cual le invita a participar como segundo guitarrista en la gira de su banda Screaming Trees, presentando el álbum Dust durante 1996.
Tras realizar varias actuaciones junto a los Trees, a comienzos de 1997 Josh vuelve al desierto californiano con energías renovadas y decide formar un grupo llamado Gamma Ray, pero tiene que cambiarlo al existir otra banda con ese nombre y elige Queens of the Stone Age. Lanzan su disco debut en 1998 con Alfredo Hernández en la batería y Nick Oliveri apalabrado para el siguiente, Rated R, que vería la luz dos años más tarde y ya con una multinacional distribuyéndolo, Interscope. Con QOTSA, Homme crea un supergrupo donde él es el único que se mantiene de la formación original. Como tal definición de banda, por sus filas pasan constantemente ilustres músicos que graban con ellos sin necesidad de atarse a la banda.

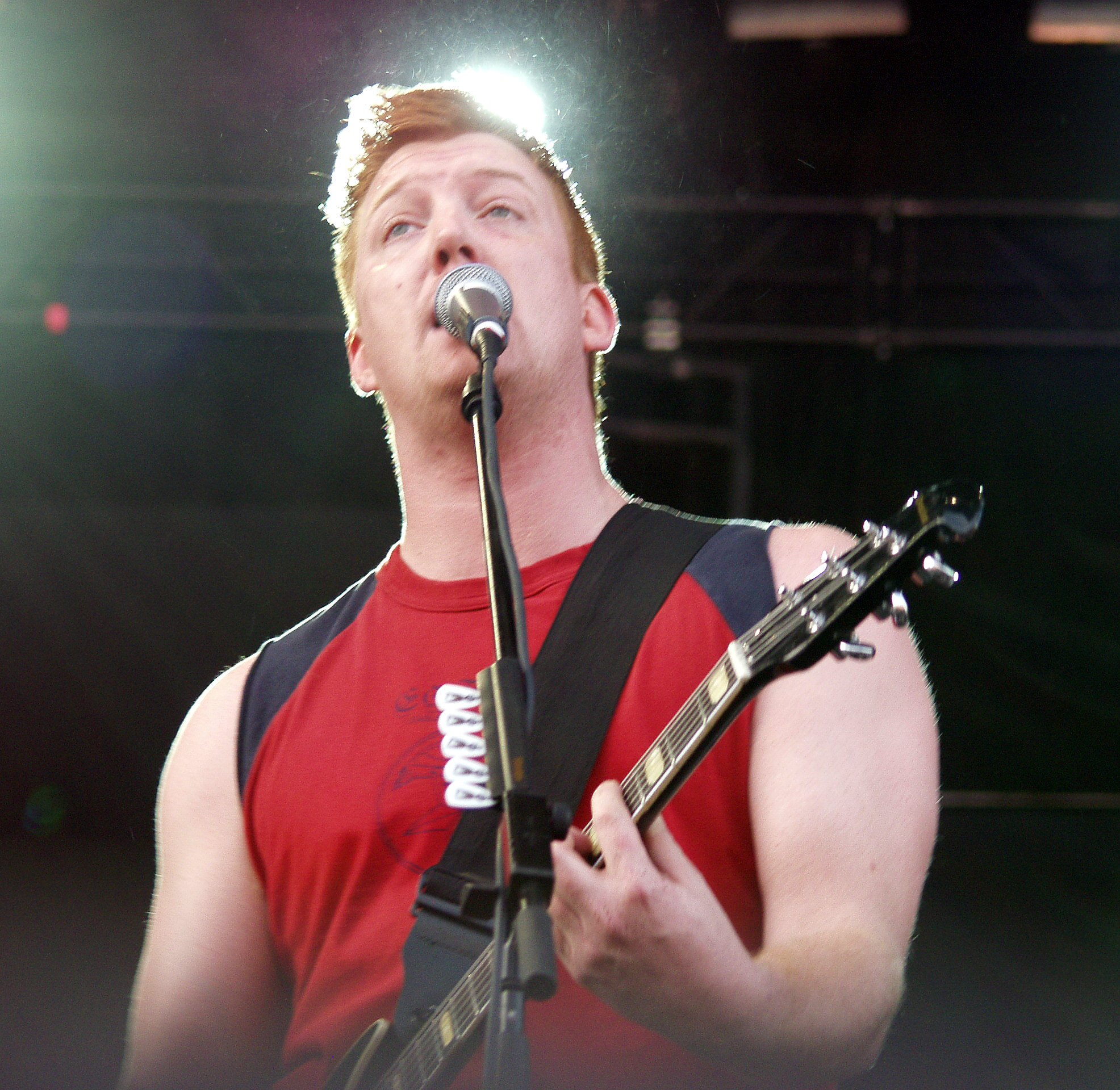
Josh Homme

Con Rated R la prensa y la crítica se vuelven a rendir ante el nuevo trabajo de QOTSA y lo ensalzan como el "grupo que revive el verdadero rock" y algunos se atreven a compararlo a lo que significó el Nevermind para el rock. Homme asegura que:

"nuestra música implica muchos elementos distintos. Tiene elementos de heavy y de pop, y por eso llama la atención. Pero para mí es como una fiesta que he estado organizando durante años, y que ahora consigue reunir gente... así que aquí están las bebidas y allá el cuarto de baño. Aunque no podemos meternos en el dormitorio equivocado. Cuando salieron Nirvana, estaban buscando a los nuevos Guns N'Roses y me pregunto si dijeron que Nirvana eran los nuevos Guns N'Roses. Buscan a unos nuevos Nirvana y se están equivocando demasiado. El rock'n'roll no necesita que lo salven. Está bien. No se está ahogando."

Las comparaciones y "casualidades" de la banda de Homme con la de Cobain rizarían aún más el rizo cuando en 2002, con Songs for the Deaf, Dave Grohl participa en el puesto de batería en este álbum. Vuelve a arrasar con su nuevo trabajo pero sufre los problemas con su bajista Nick Oliveri, que además era el compositor de QOTSA junto a Homme. Nick Oliveri fue expulsado de la banda en 2004 por sus continuos escándalos dentro y fuera del escenario. Además, Dave Grohl había vuelto a sus proyectos personales con Foo Fighters. En este disco, Homme está muy influenciado por la música hispana ya que pasó varios días con su coche escuchando emisoras de radio en español por el desierto. Su afición por el español viene de lejos, ya que en el disco debut de la banda, en 1998, Homme incluyó créditos en castellano. Con respecto a esta anécdota, el exbatería de Kyuss y QOTSA, Alfredo Hernández afirmó que "a Josh le gusta mucho el español, de hecho quiere aprenderlo y yo le voy enseñando palabras, fue idea suya ponerlo todo en español."
En 2005 sale a la luz Lullabies to Paralyze, en 2007 Era Vulgaris, en 2013 ...Like Clockwork y en 2017 Villains, todos éxitos internacionales y con el aplauso unánime de la crítica.[cita requerida]

## Estilo
De los años que militaba en Kyuss, destaca por un estilo propio, duro en los riffs y psicodélico en los solos, (estilo denominado stoner rock por la prensa especializada). Su habilidad y originalidad en los solos es considerable.
En la actualidad, con Queens of the Stone Age, ha acuñado otro estilo, denominado por él mismo como "Robot rock", que se caracteriza por contundentes riffs de guitarra, que se repiten sin fin a veces de forma sincopada. En esta banda compone y escribe casi todas las canciones, tanto las letras, guitarras, líneas de bajo, batería y arreglos.

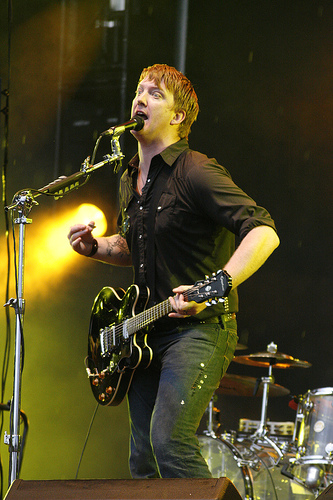
Homme con QOTSA en un concierto de 2007 en Londres.

En general, su estilo es bastante reconocible, aparte de por lo mencionado anteriormente, por su afinación estándar en DO (C), es decir, cuatro semitonos por debajo del MI (E) común.

## Proyectos personales

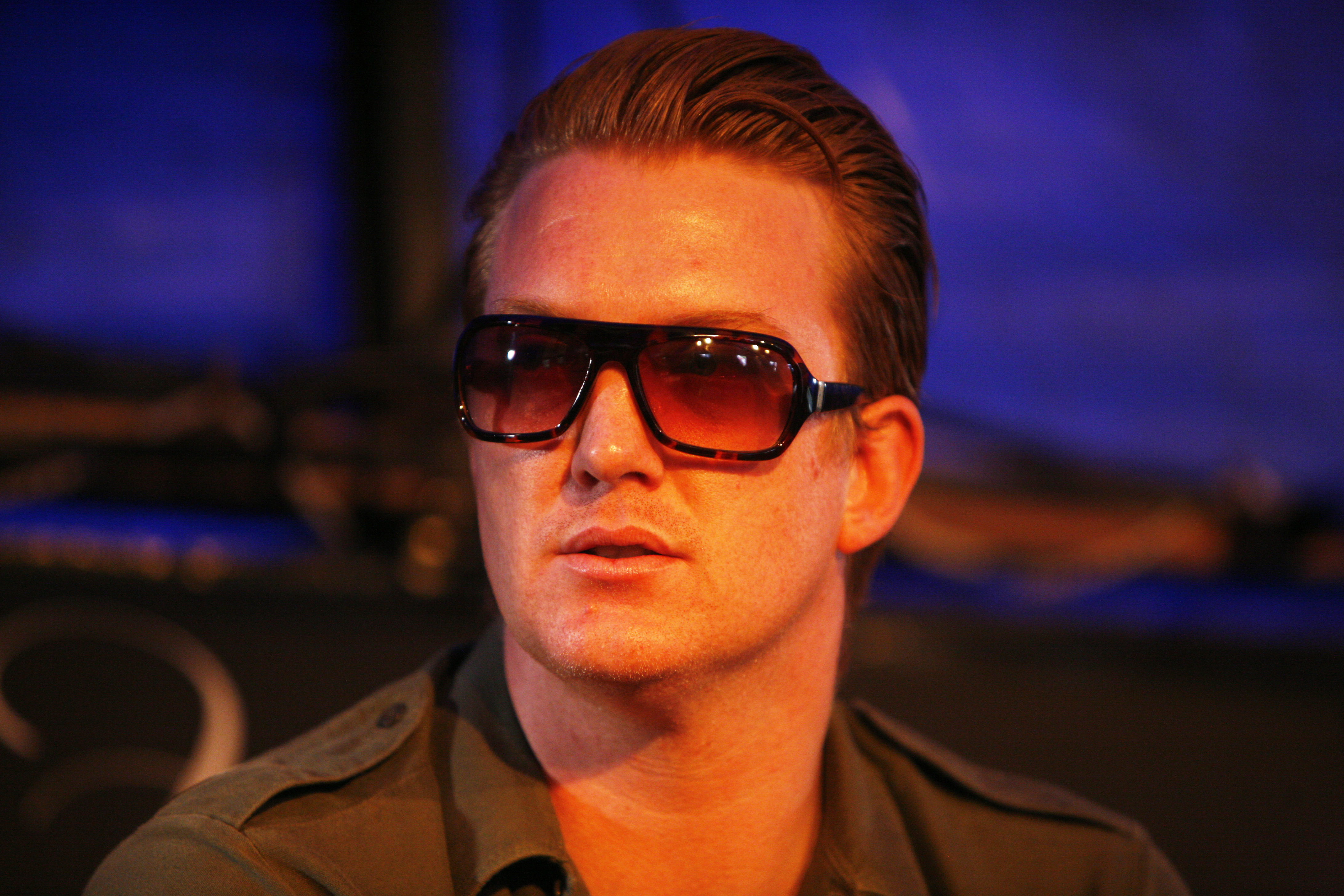
Josh Homme en las Eurockéennes de 2007

Lejos de QOTSA, Homme ha colaborado con un sinfín de bandas y músicos como Screaming Trees, Mondo Generator, Foo Fighters, PJ Harvey, Fatso Jetson, Mark Lanegan Band, Trent Reznor, Masters of Reality, Millionaire, Wellwater Conspiracy, U.N.K.L.E., Melissa Auf Der Maur, Paz Lenchantin, A Perfect Circle, Death from Above 1979, Earthlings?, Mastodon, Peaches, Eagles of Death Metal y Local H. Además, ejerció de productor en el disco de Arctic Monkeys, Humbug. (2009).
Homme cuenta con un proyectos paralelo a QOTSA llamado The Desert Sessions, un colectivo musical que cuenta con multitud de colaboraciones de artistas de todo tipo de géneros. En estas sesiones desérticas que realiza en su Rancho de la Luna, Homme y sus colaboradores llevan lanzados cinco álbumes, con dos volúmenes cada uno.
En 2009 se anuncia el debut de una nueva banda, Them Crooked Vultures formada por Homme, Alain Johannes, Dave Grohl (Foo Fighters) y John Paul Jones (Led Zeppelin).

## Vida personal
Homme se casó con Brody Dalle en 2007, la cantante de la banda de punk rock The Distillers y Spinnerette, con quien tuvo a su primera hija llamada Camille Harley Homme el 17 de enero de 2006. El 12 de agosto de 2011, Josh y Brody, fueron padres de Orrin Ryder Homme, que es el segundo hijo de la pareja. Su tercer hijo, Wolf Dillon Reece Homme, nació el 13 de septiembre de 2016. Se separaron en septiembre de 2019.
Tras los problemas que tuvo con Nick Oliveri, que provocaron la salida de este de la banda, Homme tuvo una pelea con Blag Dahlia, líder de Dwarves y muy amigo de Oliveri. Los hechos ocurrieron en el Dragonfly, un club de Los Ángeles en 2004. Homme comenzó a burlarse y a reírse de Dahlia, le vació una botella de cerveza en la cabeza y después se la estrelló en la cara. Las consecuencias fueron 3 años de trabajos forzados de servicios a la comunidad para Homme y comenzar un programa de rehabilitación de 60 días por el altercado. En el disco The Dwarves Must Die, de los Dwarves, Dahlia le dedica la canción a Homme: "This one goes out to Queens of the Trust-Fund, you slept on my floor, now I'm sleeping through your motherfuckin' records (Esto va para los Queens, los del fondo fiduciario, los que dormían en mi apartamento, ahora me voy a dormir sobre sus malditos discos)".